# Großsteingrab Kleefeld
Das Großsteingrab Kleefeld ist eine megalithische Grabanlage der jungsteinzeitlichen Trichterbecherkultur bei Kleefeld, einem Ortsteil von Cambs im Landkreis Ludwigslust-Parchim (Mecklenburg-Vorpommern). Es trägt die Sprockhoff-Nummer 401.

## Lage
Das Großsteingrab befindet sich etwa zwei Kilometer südlich von Kleefeld und 300 m östlich der Straße nach Langen Brütz auf einem Feld. 2,3 km südöstlich liegt das Großsteingrab Kritzow, knapp 3 km nordöstlich das Großsteingrab Zaschendorf und östlich befinden sich die Großsteingräber bei Müsselmow.

## Beschreibung
Die Anlage besitzt eine vermutlich ost-westlich orientierte, nur in Resten erhaltene Grabkammer, die stark mit Lesesteinen überhäuft ist, sodass sich das genaue Aussehen des Grabes erst durch eine archäologische Untersuchung ermitteln ließe.